# UTC+07:30
Az UTC+07:30 egy időeltolódás, amely hét és fél órával van előrébb az egyezményes koordinált világidőtől (UTC). Jelenleg egy terület sem használja.

## A korábban ezt az időzónát használó terület

### Ázsia
- Szingapúr

Az UTC+7:30-at ugyanúgy használták korábban nyári, mint téli időszámításként. 1941 és 1942 között a japán megszállás előtt, majd 1945-től 1970-ig a megszállás után nyári időszámításként használták. Később, 1970-ben Szingapúr úgy döntött, téli időszámításként kezdi el használni az UTC+7:30-at.
Szingapúr egyébként 1982 óta az UTC+8 időeltolódást használja téli időszámítás alatt.

## A korábban ebben az időeltolódásban lévő időzóna
| Időzóna neve angolul    | Időzóna neve magyarul | Időzóna rövidítése | Megjegyzés                    |
| ----------------------- | --------------------- | ------------------ | ----------------------------- |
| Singapore Standard Time | Szingapúri téli idő   | SST                | Ma már az UTC+8-ban található |

## Fordítás
Ez a szócikk részben vagy egészben  az   UTC+07:30 című angol Wikipédia-szócikk ezen változatának fordításán alapul.  Az eredeti cikk szerkesztőit annak laptörténete sorolja fel. Ez a jelzés csupán a megfogalmazás eredetét és a szerzői jogokat jelzi, nem szolgál a cikkben szereplő információk forrásmegjelöléseként.